# NXT Vengeance Day (2023)
NXT Vengeance Day (2023) foi o 11º evento de luta profissional Vengeance produzido pela WWE e o terceiro anual realizado para a divisão de marca NXT da promoção. Aconteceu no sábado, 4 de fevereiro de 2023, no Spectrum Center em Charlotte, Carolina do Norte, marcando o primeiro grande evento do NXT a ser realizado na Carolina do Norte e o segundo evento Vengeance realizado neste local após o evento de 2006, quando foi anteriormente conhecido como Charlotte Bobcats Arena; a arena mudou seu nome para Spectrum Center em 2016.
Ao contrário do evento do ano anterior, que foi realizado como um especial de televisão, o evento de 2023 foi um evento de transmissão ao vivo, marcando o primeiro Vengeance Day a ir ao ar ao vivo na Peacock. Foi também o primeiro Vengeance, bem como o primeiro grande evento do NXT, a ser transmitido ao vivo no Binge na Austrália. Isso também marcou o primeiro evento autônomo de transmissão ao vivo do NXT a ser realizado fora da Flórida desde o NXT TakeOver: Portland em fevereiro de 2020, e o segundo evento geral do NXT realizado fora da Flórida desde então, após o evento da semana da WrestleMania 38, NXT Stand & Deliver em abril de 2022.
Seis partidas foram disputadas no evento. No evento principal, Bron Breakker derrotou Grayson Waller em uma luta na jaula de aço para reter o Campeonato do NXT. Em outras partidas importantes, Gallus (Mark Coffey e Wolfgang) derrotaram os campeões The New Day (Kofi Kingston e Xavier Woods), Pretty Deadly (Elton Prince e Kit Wilson) e Chase University (Andre Chase e Duke Hudson) em uma luta fatal four-way de duplas para ganhar o Campeonato de Duplas do NXT, e Roxanne Perez derrotou Gigi Dolin e Jacy Jayne em uma luta de trios para reter o Campeonato Feminino do NXT. O evento também contou com o retorno de Dabba-Kato, anteriormente conhecido como Comandante Azeez.

## Produção

### Introdução

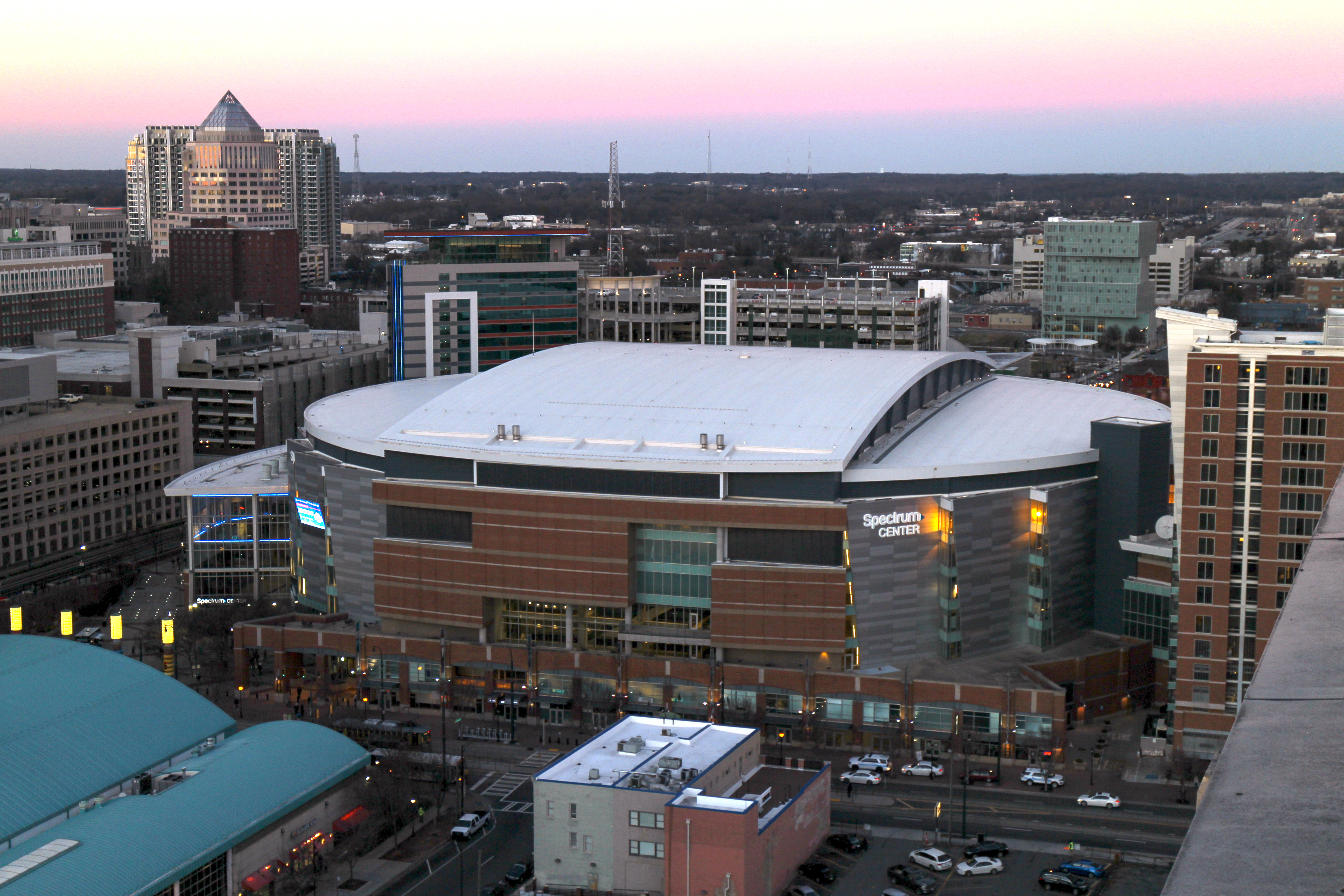
O evento foi realizado no Spectrum Center em Charlotte, Carolina do Norte.

Vengeance foi originalmente estabelecido como um evento pay-per-view (PPV) para a WWE em 2001 e foi realizado anualmente até 2007, seguido por um evento único em 2011. Desde seu renascimento em 2021, é realizado anualmente em fevereiro. para a marca de desenvolvimento da WWE, NXT, sob o título NXT Vengeance Day, uma referência ao evento que ocorre próximo ao Dia dos Namorados. Em 8 de dezembro de 2022, o terceiro evento Vengeance Day do NXT, e 11º Vengeance geral, foi anunciado para ser realizado no sábado, 4 de fevereiro de 2023, no Spectrum Center em Charlotte, Carolina do Norte, marcando o primeiro grande evento NXT a ser realizado em Carolina do Norte e o segundo evento Vengeance realizado neste local após o evento de 2006, quando era anteriormente conhecido como Charlotte Bobcats Arena; a arena mudou seu nome para Spectrum Center em 2016. Os ingressos começaram a ser vendidos em 16 de dezembro.
Ao contrário do evento de 2022, que foi realizado como um especial de televisão, o Vengeance Day de 2023 será um evento de transmissão ao vivo (mas não PPV), transmitido no Peacock nos Estados Unidos e na WWE Network nos mercados internacionais, marcando por sua vez o primeiro Vengeance a ir ao ar no Peacock devido à versão americana da WWE Network fundindo-se com o Peacock em março de 2021 (começando com o ano civil de 2022, os principais eventos do NXT não vão mais ao ar no PPV, apenas transmissão ao vivo). Foi também o primeiro Vengeance, bem como o primeiro grande evento do NXT, a ser transmitido ao vivo no Binge na Austrália depois que a versão australiana da WWE Network se fundiu com o canal Binge da Foxtel em janeiro. Isso também marca o primeiro evento autônomo de transmissão ao vivo do NXT a ser realizado fora da Flórida desde o NXT TakeOver: Portland em fevereiro de 2020, pouco antes do início da pandemia de COVID-19, e o segundo evento geral do NXT realizado fora da Flórida desde então, após o evento da semana da WrestleMania 38, NXT Stand & Deliver em abril de 2022.

### Rivalidades
O cartão incluiu lutas que resultaram de histórias com roteiro, onde os lutadores retratam heróis, vilões ou personagens menos distinguíveis em eventos com roteiro que criavam tensão e culminavam em uma luta livre ou uma série de lutas. Os resultados foram predeterminados pelos escritores da WWE na marca NXT, enquanto as histórias foram produzidas no programa de televisão semanal, NXT, e no programa de streaming online suplementar Level Up.
No episódio de 3 de janeiro do NXT, uma briga estourou entre muitas das lutadoras. Mais tarde naquela noite, a Campeã Feminina do NXT, Roxanne Perez, anunciou que uma batalha real ocorreria no NXT: New Year's Evil para determinar a desafiante número um por seu título no Vengeance Day.  No New Year's Evil, as membros do Toxic Attraction, Jacy Jayne e Gigi Dolin foram declaradas as co-vencedoras da batalha real depois de se eliminarem simultaneamente. Foi então decidido que Perez defenderia o título em uma luta de trios contra Dolin e Jayne no Vengeance Day.
No NXT: New Year's Evil, Bron Breakker defendeu o Campeonato do NXT contra o vencedor masculino do Iron Survivor Challenge, Grayson Waller. Durante a luta, Waller ficou na corda do meio para fazer um movimento, mas a corda quebrou, fazendo com que ele caísse do ringue. Waller não conseguiu voltar ao ringue a tempo de vencer a contagem de dez do árbitro, portanto, Breakker reteve por contagem. Mais tarde naquela noite, o oficial principal do NXT, Shawn Michaels, anunciou que devido aos problemas com as cordas, uma revanche ocorreria no Vengeance Day, desta vez em uma luta na jaula de aço.
Após a defesa bem-sucedida do Campeonato Norte Americano do NXT de Wes Lee em 22 de novembro de 2022, episódio do NXT, Dijak voltou ao NXT e atacou Lee por trás - Dijak já havia atuado no NXT como Dominik Dijakovic antes de ser promovido ao Raw como T-Bar.  No NXT: New Year's Evil, Dijak derrotou Tony D'Angelo para se tornar o candidato número um ao título de Lee e a luta foi agendada para o Vengeance Day.
No NXT Deadline, The New Day do SmackDown (Kofi Kingston e Xavier Woods) derrotaram Pretty Deadly (Elton Prince e Kit Wilson) para ganhar o Campeonato de Duplas do NXT. No NXT: New Year's Evil, Gallus (Mark Coffey e Wolfgang), que fizeram seu retorno ao NXT, venceram uma luta gauntlet para se tornares os desafiantes número um pelo Campeonato de Duplas do NXT, eliminando por último Pretty Deadly. Na semana seguinte, Pretty Deadly interrompeu The New Day enquanto eles conversavam no ringue, seguido por Gallus, e então uma briga começou entre as três equipes, o que levou Pretty Deadly a ser adicionada à partida, transformando-a em uma luta de trios de duplas. No entanto, no episódio de 24 de janeiro do NXT, o The New Day anunciou uma luta por convite de duplas entre The Dyad (Jagger Reid e Rip Fowler), Chase University (Andre Chase e Duke Hudson) e Malik Blade e Edris Enofé para o episódio da semana seguinte, onde os vencedores seriam adicionados à luta pelo título, que foi vencida pela Chase University.
No episódio de 20 de dezembro de 2022 do NXT, Apollo Crews fez sua primeira aparição desde sua derrota pelo Campeonato do NXT no NXT Deadline. Ele falou sobre não ficar fora da disputa pelo título quando Carmelo Hayes interrompeu. Depois que os dois trocaram farpas, eles concordaram em uma partida em uma data futura. Na semana seguinte, Hayes e Trick Williams prometeram derrotar Crews e Axiom, respectivamente, no episódio de 3 de janeiro de 2023, o que eles fizeram posteriormente. No NXT: New Year's Evil, Axiom e Crews concordaram em enfrentar Hayes e Williams na semana seguinte, onde Axiom e Crews venceram quando Crews derrotou Hayes. No episódio de 24 de janeiro, durante um segmento em uma barbearia, Crews desafiou Hayes para uma luta de duas de três quedas no Vengeance Day, que foi oficializada.

## Evento
| Papel:                    | Nome:             |
| ------------------------- | ----------------- |
| Comentaristas em inglês   | Vic Joseph        |
| Comentaristas em inglês   | Booker T          |
| Comentaristas em espanhol | Marcelo Rodríguez |
| Comentaristas em espanhol | Jerry Soto        |
| Anunciadora de ringue     | Alícia Taylor     |
| Árbitros                  | Adrian Butler     |
| Árbitros                  | Chip Danning      |
| Árbitros                  | Dallas Irvin      |
| Árbitros                  | Derek Sanders     |
| Árbitros                  | Joey González     |
| Entrevistador             | McKenzie Mitchell |
| Pre-show                  | Sam Roberts       |
| Pre-show                  | Matt Camp         |

### Lutas preliminares
O evento começou com Wes Lee defendendo o Campeonato Norte-Americano do NXT contra Dijak. Nos momentos finais, Dijak tentou um moonsault, mas Tony D'Angelo e Channing "Stacks" Lorenzo apareceram e levaram a bala para Lee. Lee aproveitou com um backflip kick em Dijak para reter o título.
Na luta seguinte, Kayden Carter e Katana Chance defenderam o Campeonato de Duplas Femininas do NXT contra Fallon Henley e Kiana James (acompanhadas por Josh Briggs e Brooks Jensen). Nos estágios finais, enquanto Katana e Kayden se preparavam para sua combinação Neckbreaker/450° splash, Henley contra-atacou em uma versão do schoolgirl pin, com James segurando as pernas de Carter fora do ringue para mantê-la presa e se tornarem as novas Campeãs de Duplas Femininas do NXT. Esta vitória fez de Henley e James a primeira equipe a vencer o Campeonato de Duplas Femininas do NXT no card principal de um evento ao vivo premium do NXT.
Em seguida, Apollo Crews enfrentou Carmelo Hayes (acompanhado por Trick Williams) em uma luta de duas de três quedas. Carmelo garantiu a primeira queda após um crossface chickenwing, forçando Apollo a finalizar. A segunda queda veio depois que o retorno de Dabba-Kato distraiu Apollo, permitindo que Hayes executasse o Nothing But Net para marcar uma vitória por 2-0. Após a luta, Kato agiu como se estivesse ajudando Apollo a se levantar, mas em vez disso o arrastou para uma cabeçada e executou o Sky High em uma cadeira de aço.
Na quarta partida, The New Day (Kofi Kingston e Xavier Woods) defendeu o Campeonato de Duplas do NXT contra Pretty Deadly (Kit Wilson e Elton Prince), Gallus (Mark Coffey e Wolfgang) e Chase University (Andre Chase e Duke Hudson). (acompanhado por Thea Hail) em uma luta fatal four-way de duplas. Nos momentos finais, com todas as quatro equipes eliminadas, Coffey e Wolfgang realizaram uma combinação de Emerald Flowsion com auxílio de antebraço para imobilizar Woods e se tornar os novos Campeões de Duplas do NXT.
Na penúltima luta, Roxanne Perez defendeu o Campeonato Feminino do NXT contra Gigi Dolin e Jacy Jayne do Toxic Attraction em uma luta de trios. No final, Dolin foi jogada em uma mesa e Jayne sofreu um Top Rope Pop Rocks para garantir a vitória de Perez.

### Luta principal
No evento principal, Bron Breakker defendeu o Campeonato do NXT contra Grayson Waller em uma luta na jaula de aço. Enquanto Breakker fazia sua entrada, ele quebrou um logotipo do talk show de Waller em um pôster. Antes da partida, Waller bateu a porta da gaiola em Breakker, que fez o mesmo com Waller, com a partida começando depois. Waller deu uma cotovelada em Breakker para uma quase queda. Waller então amarrou Breakker nas cordas e o espetou. Breakker então se desembaraçou. Waller executou um Ace Crusher em Breakker para um nearfall. Nos momentos finais, Waller foi para o topo da gaiola, mas Breakker o encontrou lá em cima e executou um superplex. Breakker seguiu com um Spear e, em seguida, um segundo Spear em Waller para reter o título. Após a luta, Carmelo Hayes e Trick Williams apareceram. Hayes e Breakker se encararam enquanto o evento terminava.

## Recepção
Dave Meltzer avaliou Wes Lee vs. Dijak com 4,5 estrelas, a mais alta da noite. O evento principal recebeu 3,25 estrelas, com a partida 2/3 quedas recebendo a mesma classificação. A luta pelo Campeonato Feminino do NXT recebeu 3 estrelas, enquanto a luta pelo Campeonato de Duplas do NXT recebeu 3,5 estrelas. Por fim, a luta pelo Campeonato de Duplas Femininas do NXT recebeu 2,25 estrelas, a menor da noite.

## Após o evento
Carmelo Hayes (com Trick Williams) abriu o episódio seguinte do NXT para falar sobre sua vitória no Vengeance Day, e voltou sua atenção para Bron Breakker e o Campeonato do NXT. Nas semanas seguintes, ele continuou de olho no título até que uma luta pelo título entre Breakker e Hayes foi oficializada para o NXT Stand & Deliver.
Também no NXT, as novas Campeãs de Duplas Femininas do NXT Fallon Henley e Kiana James discutiram sobre a maneira como venceram no Vengeance Day antes de entrarem em uma festa para comemorar sua vitória, organizada por Josh Briggs e Brooks Jensen.
Durante a festa, Pretty Deadly (Kit Wilson e Elton Prince) e Chase University (Andre Chase e Duke Hudson) se declararam para uma luta naquela noite, onde Pretty Deadly venceu. Após a partida, eles foram confrontados por Gallus (Mark Coffey e Wolfgang). Isso gerou uma rivalidade entre as duas equipes, que levou a uma disputa pelo título no episódio de 14 de março, onde Gallus reteve.
Foram mostradas filmagens de Grayson Waller invadindo o escritório de Shawn Michaels após o Vengeance Day, resultando em sua suspensão por uma semana. Depois de mais confrontos, no episódio de 21 de fevereiro do NXT, Waller disse a Michaels para encontrá-lo cara a cara no NXT: Roadblock em 7 de março, que foi confirmado na semana seguinte.
No episódio de 21 de fevereiro do NXT, Dabba-Kato explicou que se voltou contra o Apollo Crews no Vengeance Day porque o culpou por deixar Kato para trás quando o Crews voltou ao NXT em junho de 2021. Os dois teriam uma luta no episódio de 14 de março, onde Kato saiu vitorioso.
Depois de custar a Dijak sua luta pelo Campeonato Norte-Americano do NXT no Vengeance Day, Tony D'Angelo continuou rivalizando com Dijak. No episódio de 21 de fevereiro, D'Angelo desafiou Dijak para uma Jailhouse Street Fight pelo NXT: Roadblock, que Dijak aceitou uma semana depois.
Depois de não conseguir derrotar Roxanne Perez pelo Campeonato Feminino do NXT, Gigi Dolin e Jacy Jayne foram as convidadas do talk show de Bayley, "Ding Dong, Hello!". Dolin e Jayne conversaram sobre se deveriam ir para o Campeonato Feminino de Duplas da WWE na lista principal ou seguir caminhos separados. Depois que parecia que Dolin e Jayne ficariam juntos, Jayne atacou Dolin com um superkick, quebrando a Toxic Attraction no processo. Nas semanas seguintes, Jayne e Dolin falaram sobre a separação e no episódio de 28 de fevereiro, uma luta entre os dois foi agendada para o Roadblock.

## Resultados
| Nº                                          | Resultados | Estipulações                                                                                        | Tempo |
| ------------------------------------------- | --- | --------------------------------------------------------------------------------------------------- | ----- |
| 1                                           | Wes Lee (c) derrotou Dijak | Luta individual pelo Campeonato Norte Americano do NXT                                              | 17:01 |
| 2                                           | Fallon Henley e Kiana James (com Josh Briggs e Brooks Jensen) derrotaram Katana Chance e Kayden Carter (c)                                                                                           | Luta de duplas pelo Campeonato de Duplas Femininas do NXT                                           | 9:20  |
| 3                                           | Carmelo Hayes (com Trick Williams) derrotou Apollo Crews 2-0 | Luta de duas quedas                                                                                 | 23:31 |
| 4                                           | Gallus (Mark Coffey e Wolfgang) derrotaram The New Day (Kofi Kingston e Xavier Woods) (c) e Pretty Deadly (Elton Prince e Kit Wilson) e Chase University (Andre Chase e Duke Hudson) (com Thea Hail) | Luta fatal four-way de duplas pelo Campeonato de Duplas do NXT                                      | 16:46 |
| 5                                           | Roxanne Perez (c) derrotou Gigi Dolin e Jacy Jayne | Luta de trios pelo Campeonato Feminino do NXT                                                       | 14:42 |
| 6                                           | Bron Breakker (c) derrotou Grayson Waller | Luta na jaula de aço pelo Campeonato do NXT A luta só poderia ser vencida por pinfall ou submissão. | 14:25 |
| (c) – Refere-se aos campeões antes da luta. | | |       |